# Estación San Bernardo (Chile)
San Bernardo es una antigua estación de ferrocarril en Chile construida en 1857 y declarada Monumento Histórico en 1981. En primera instancia servía como estación de la Red Sur de ferrocarriles, tramo Santiago-Puerto Montt. Posteriormente pasó a ser parte de las estaciones del servicio Metrotren que fue inaugurado el año 1990 y que funcionó hasta 2017. Actualmente forma parte de los servicios de cercanías Tren Nos-Estación Central y Tren Rancagua-Estación Central, siendo un punto de combinación entre estos servicios. Además, es la segunda estación del servicio de largo recorrido Tren Chillán-Estación Central.

## Historia

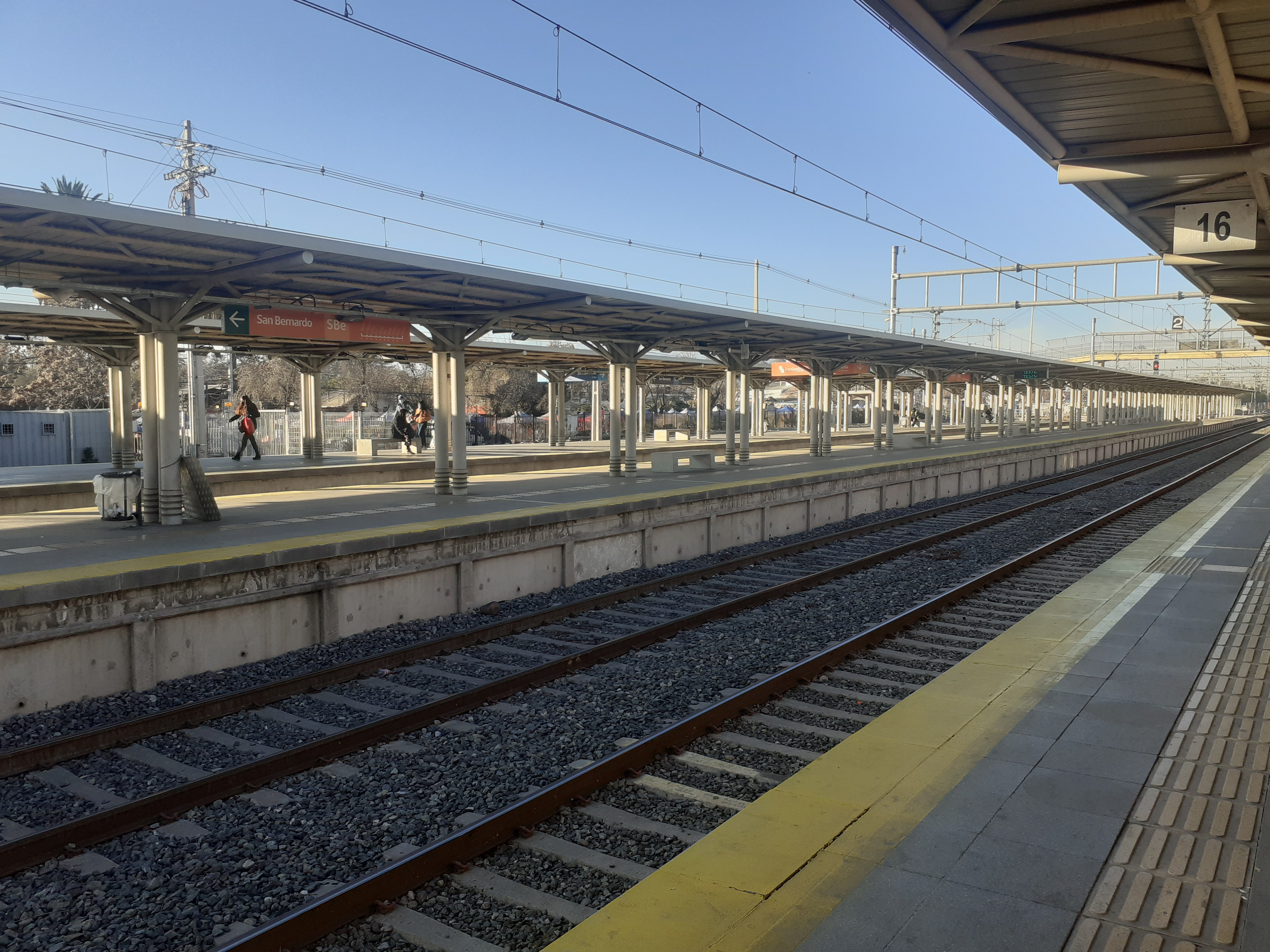
Andenes de la estación.

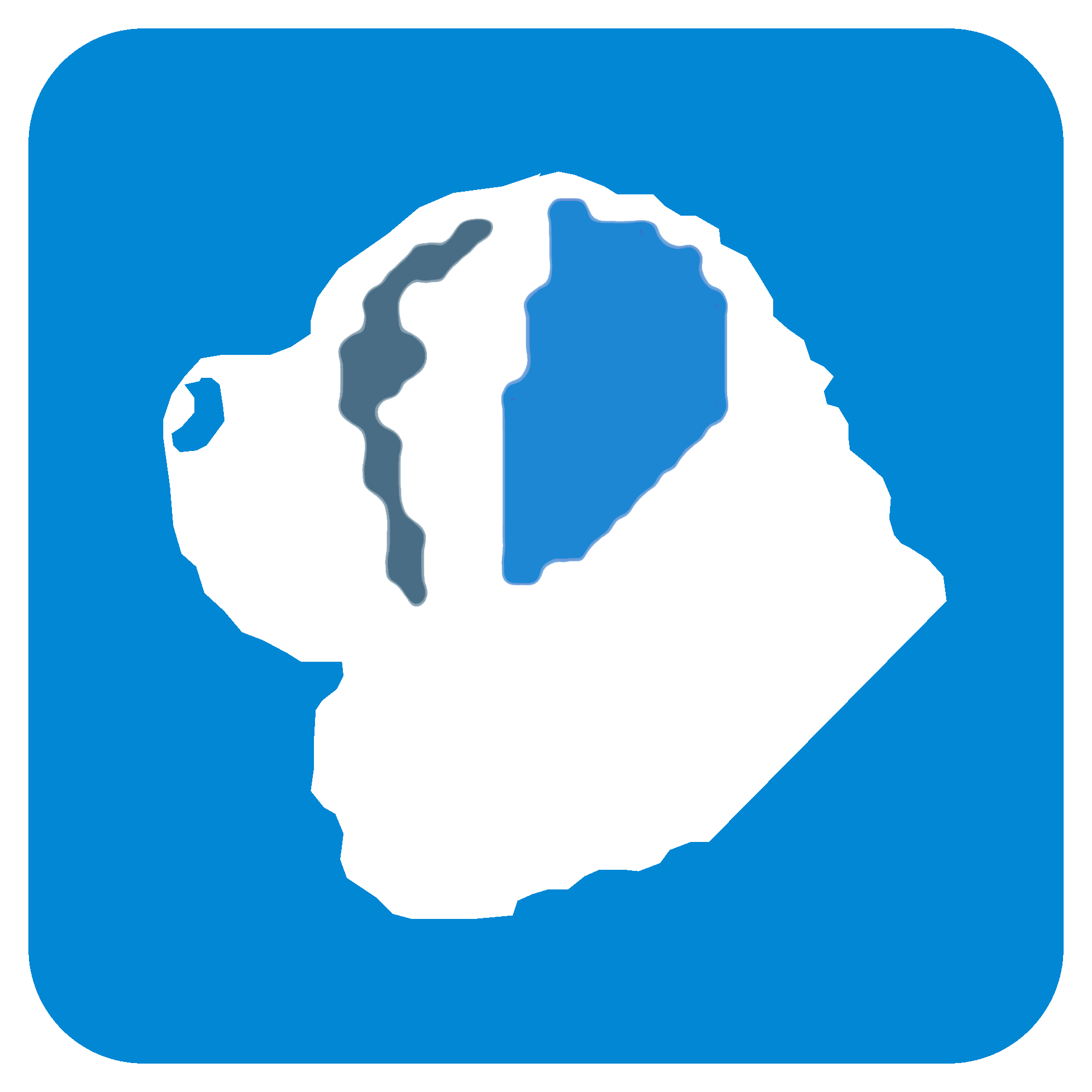
Pictograma que identificaba a la estación en 2001.

Inaugurada el 16 de septiembre de 1857, esta estación fue creada junto con el primer tramo de la línea férrea entre la Estación Alameda, en Santiago, y la actual comuna de San Bernardo, en la homónima ciudad, ubicada a unos 18 kilómetros al sur. Además solo unos cuantos cientos de metros más al sur se ubicaba la imponente Maestranza Central de Ferrocarriles. El 28 de agosto de 1923 se autorizan los trabajos para la construcción de la casa habitación para el jefe de la estación.
Fue testigo privilegiada de la época de oro del ferrocarril en esta comuna. Ha sido reparada y refaccionada en varias oportunidades, debido a los terremotos que afectan constantemente al país.
Hacia el año 1990 se convierte en la segunda estación del recientemente inaugurado servicio Metrotren que unía la ciudad de Santiago con la localidad de San Fernando, siendo una de sus estaciones principales.
Actualmente y producto de una reestructuración del servicio Metrotren forma parte de los servicios Tren Nos-Estación Central y Tren Rancagua-Estación Central, siendo completamente refaccionados sus andenes junto con la construcción de una mezzanina subterránea de acceso a los andenes de los servicios de trenes. Además funciona como punto de combinación entre ambos servicios y de estos con el servicio Terrasur que realiza recorrido entre Santiago y Chillán. La efectividad del transporte ha sido tal, que recorridos de buses de pasajeros de la Red Metropolitana de Movilidad fueron suprimidos debido a la poca demanda.

## Tragedia
El 17 de julio de 1955, la estación se tiñó de rojo a causa de un accidente. Era la mañana de un domingo cubierta por una espesa neblina, y un tren con destino al sur se encontraba detenido ya, por largos minutos, cuando de pronto apareció por la misma línea otro convoy que iba también al sur. El impacto fue terrible, la locomotora N° 842 se incrustó en los dos últimos carros (de madera entonces) del tren ya detenido, descarrilando completamente y dejando un reguero de 38 muertos y una cincuentena de pasajeros heridos. El pequeño hospital parroquial se vio copado por la desgracia.
Tres horas duraron los impresionantes funerales de las víctimas de la catástrofe. El funeral fue realizado a las 13:00 del 19 de julio de 1955 en el Cementerio General de Santiago.

## Conexión con Red Metropolitana de Movilidad
El ingreso a la estación es por medio de torniquetes, utilizando el sistema integrado de la tarjeta bip.
La estación posee 3 paraderos de la Red Metropolitana de Movilidad en sus alrededores, los cuales corresponden a:
| Paradero / Código                        | Recorridos |
| ---------------------------------------- | --- |
| Parada 1 / Estación San Bernardo (PG741) | 228 (Estación San Bernardo) - G02 (Catemito) - G14 (Estación Lo Blanco) - G27 (Estación San Bernardo) - G32 (Estación San Bernardo) - G37 (Estación San Bernardo)                                            |
| Parada 2 / Estación San Bernardo (PG742) | 228 (Fin de recorrido / Metro La Cisterna) - G02 (Catemito) - G14 (Estación Lo Blanco) - G27 (Fin de recorrido / Mall Plaza Sur) - G32 (Fin de recorrido / Santa Inés) - G37 (Fin de recorrido / El Romeral) |
| Baquedano / esq. Carlos Condell (PG1938) | G09 (Lo Blanco) |